# Административно-территориальное деление Боснии и Герцеговины

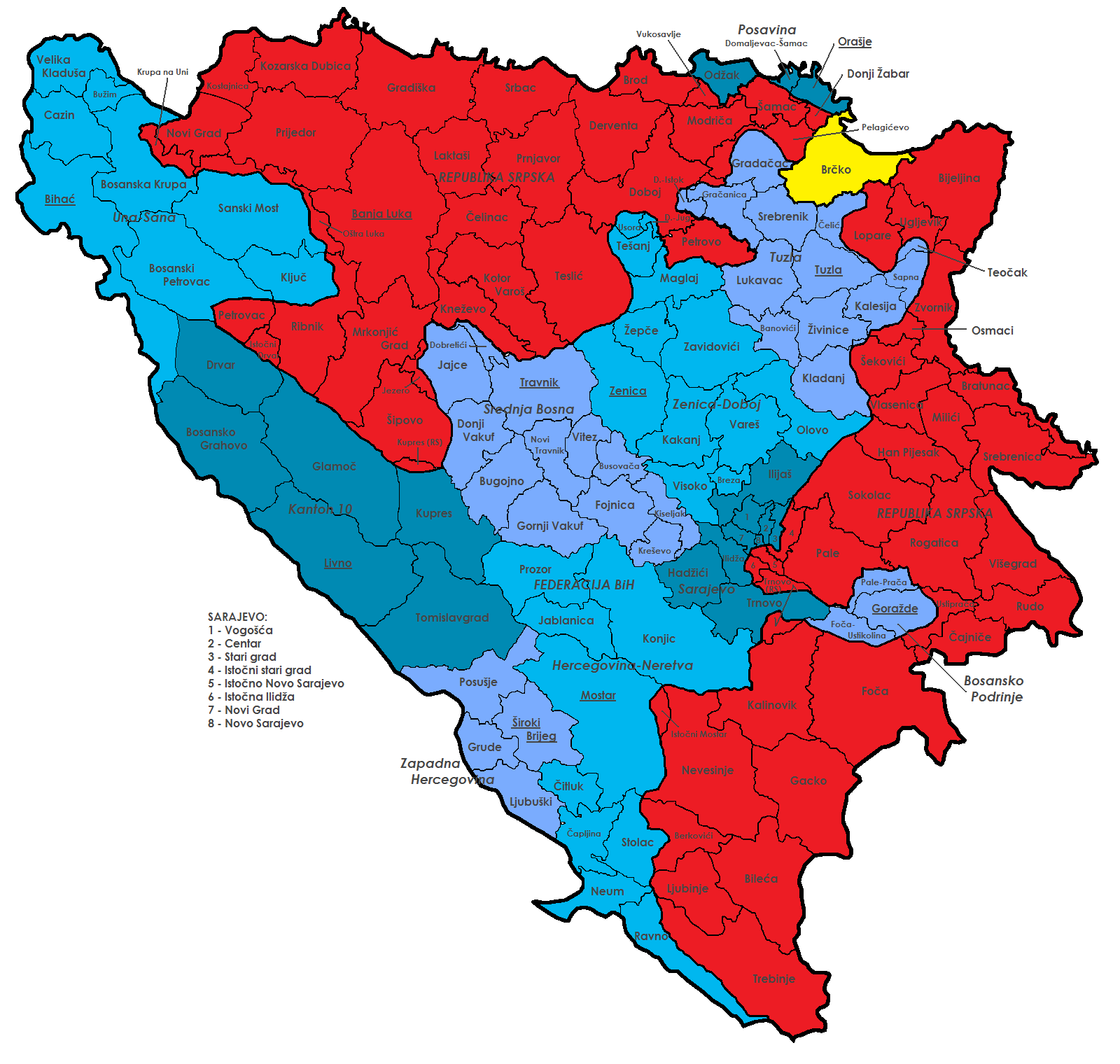
Федеративное устройство Боснии и Герцеговины

Административное устройство Бо́снии и Герцегови́ны в текущем виде заложено в Дейтонских соглашениях. Государство состоит из мусульмано-хорватского и сербского энтитетов (от англ. entity): Федерации Боснии и Герцеговины и Республики Сербской, близкими по статусу к субъектам конфедерации, но без права выхода из её состава. Округ Брчко с 1999 года управляется отдельно от энтитетов.

## Форма государственного устройства
Дейтонское соглашение, конституция и законы Боснии и Герцеговины не содержат конкретных формулировок об унитарном или федеративном характере взаимоотношений между энтитетами. Само Дейтонское соглашение составлено на основе предварительных договорённостей о создании унитарного государства с двумя энтитетами: боснийско-хорватским и боснийско-сербским. Также в Боснии и Герцеговине отсутствуют государственные структуры, прямо называющиеся федеральными. На основании внешних признаков Боснию обычно относят к федеративным государствам (квазифедерация). В частности, широкий уровень децентрализации власти, законодательные полномочия субъектов, собственная армия (до середины 2000-х годов) и слабая центральная власть де-факто делают статус энтитетов даже выше, чем статус субъектов в некоторых федеративных государствах, и приближают его к статусу членов конфедерации. Распределение депутатских мест в нижней палате парламента между представителями Федерации и Республики Сербской не привязано к численности их населения, а находится в постоянном соотношении 2 : 1, что не характерно для унитарных государств и может считаться признаком конфедерации или асимметричной федерации. При этом Босния значительно отличается от классической федерации, поскольку в федерации разделение полномочий реализует права её субъектов, а в Боснии и Герцеговине на общегосударственном уровне в большей степени реализуются права представителей основных национальностей. Представительство в высших органах власти не только и не столько распределено между двумя энтитетами (всё в той же пропорции 2 : 1), сколько симметрично распределено между тремя этническими группами. Это касается как института президентства, так и верхней палаты парламента, где боснийские мусульмане, сербы и хорваты имеют равное представительство. В большинстве федеративных государств верхняя палата парламента создаётся для того, чтобы уравнивать в правах субъекты, которые имеют в таких палатах, как правило, равное представительство, в боснийском же парламенте верхняя палата уравнивает права народов, а не субъектов, что характерно для унитарных государств, где верхняя палата парламента может служить самым разнообразным целям, не обязательно связанным с полномочиями регионов, в том числе целям достижения межнационального согласия. Таким образом, Босния и Герцеговина имеет признаки как федеративного, так и унитарного децентрализованного государства.

## Федерация Боснии и Герцеговины

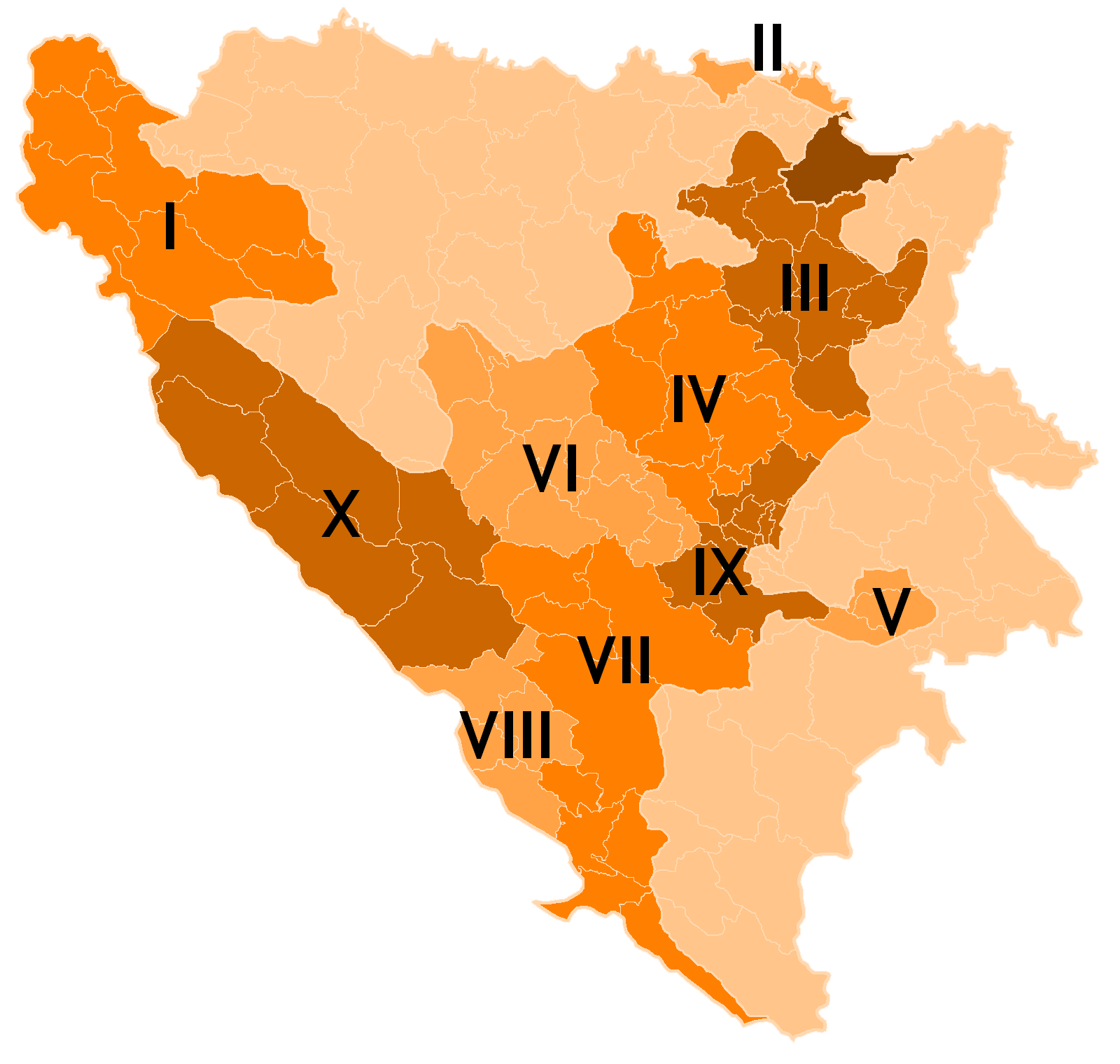
Кантоны Федерации БиГ

Разделена на 10 кантонов (босн. и хорв. kantoni).
- I. Унско-Санский
- II. Посавский
- III. Тузланский
- IV. Зеницко-Добойский
- V. Боснийско-Подринский
- VI. Среднебоснийский
- VII. Герцеговино-Неретвенский
- VIII. Западногерцеговинский
- IX. Сараевский
- X. Герцегбосанский

Кантоны делятся на 79 общин (босн. и хорв. općine). Орган местного самоуправления кантона — собрание (skupština), исполнительно-распорядительный орган кантона — правительство (vlada), орган местного самоуправления общины — общинный совет (Općinsko vijeće), исполнительно-распорядительный орган общины — начальник общины (Načelnik općine).

## Республика Сербская

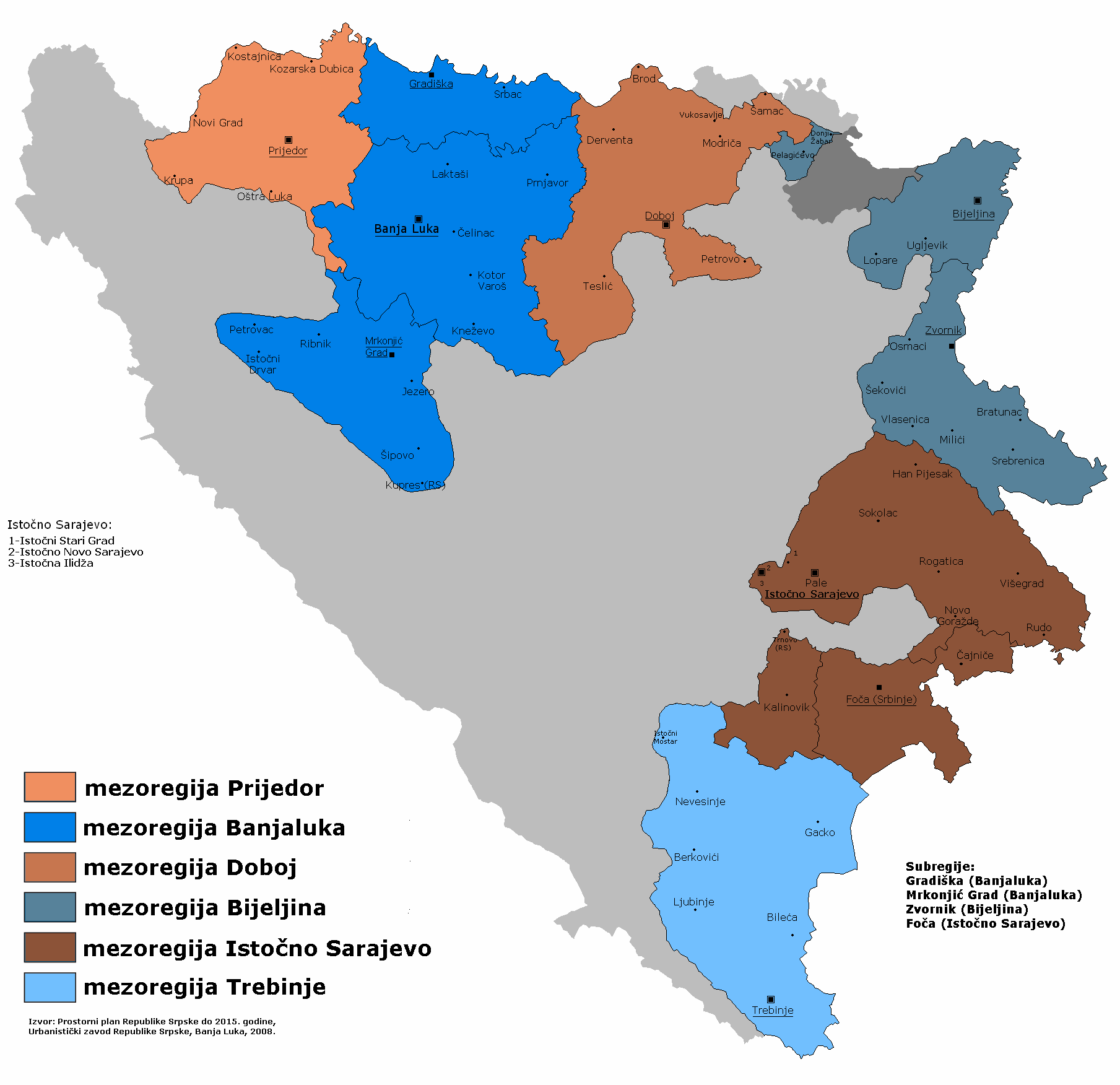
Регионы (мезорегионы) Республики Сербской по Территориальному плану 2008―2015

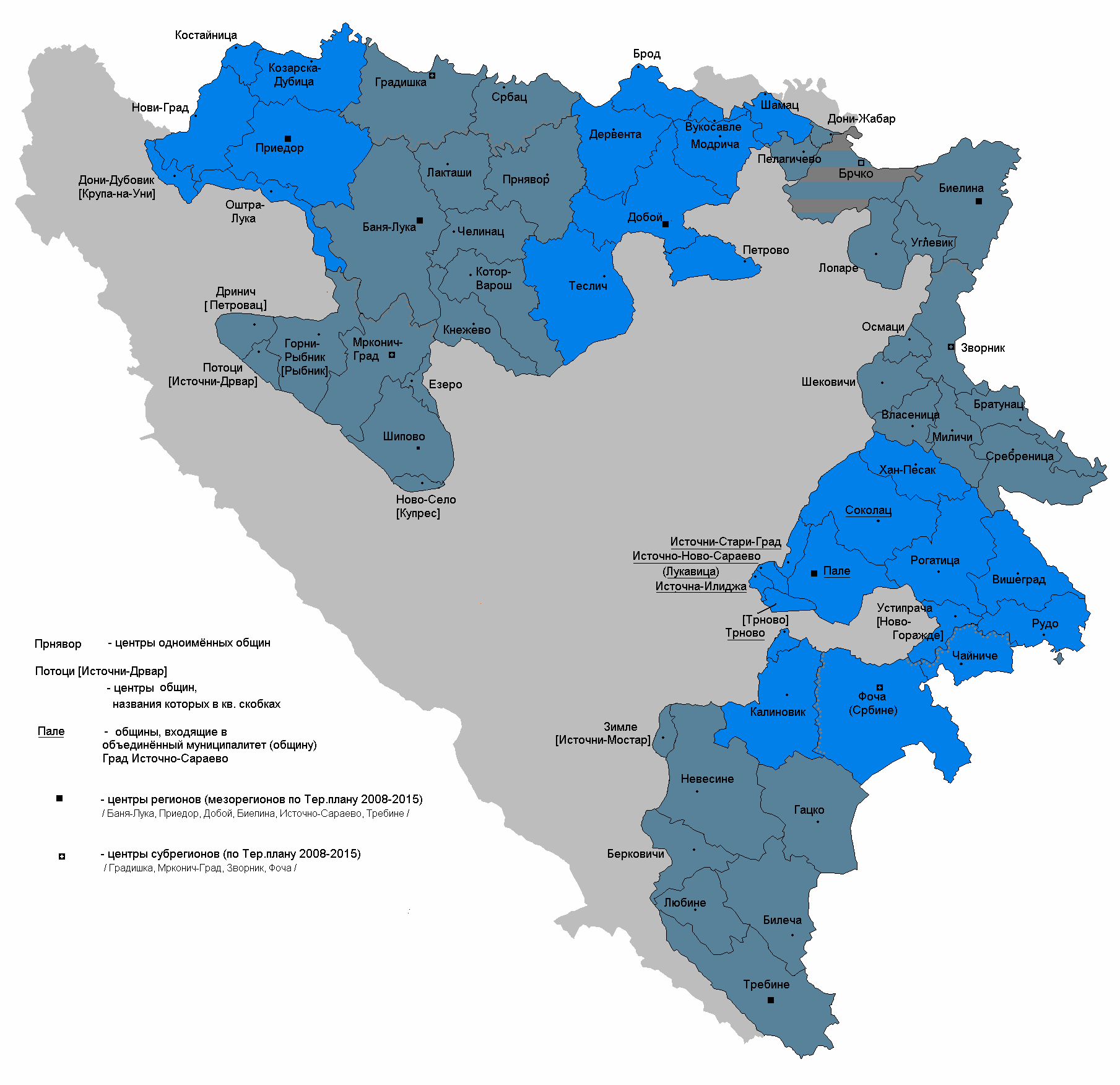
Карта общин и регионов Республики Сербской

Республика Сербская, в отличие от Федерации Боснии и Герцеговины, разделена на регионы (серб. регије).
Территориальный план Республики Сербской 2008—2015 годов выделяет 6 регионов (серб. регије) или мезорегионов (серб. мезорегије):
1. Приедор (ранее учитывался в составе географического региона Баня-Лука)
2. Баня-Лука, в том числе 2 субрегиона: Мрконич-Град и Градишка
3. Добой
4. Биелина, в том числе субрегион Зворник
5. Источно-Сараево (Восточное Сараево), в том числе субрегион Фоча
6. Требине

По состоянию на 20 мая 2013 года, РС делится на 57 общин (серб. општина, општине), 6 городов или городских общин (серб. град, градови), в том числе град Источно-Сараево, включающий как городской округ 6 (из 57-ми) самостоятельных общин. Общины и города (городские общины) включают 2756 населённых пунктов (серб. насељено мјесто, насељение мјеста).
Республика Сербская включает географические регионы (серб. регије):
- Баня-Лука
- Добой
- Биелина
- Зворник
- Сараево-Романия
- Фоча
- Требине

## Округ Брчко
Самоуправляемый округ Брчко является одновременно частью Федерации Боснии и Герцеговины и Республики Сербской. Также округ находится под международным наблюдением.